# 1084年
| 千纪： | 2千纪 |
| 世纪： | 10世纪 \| 11世纪 \| 12世纪                                                                                       |
| 年代： | 1050年代 \| 1060年代 \| 1070年代 \| 1080年代 \| 1090年代 \| 1100年代 \| 1110年代                                 |
| 年份： | 1079年 \| 1080年 \| 1081年 \| 1082年 \| 1083年 \| 1084年 \| 1085年 \| 1086年 \| 1087年 \| 1088年 \| 1089年       |
| 纪年： | 甲子年（鼠年）；辽大康十年；北宋元丰七年；西夏大安十一年；大理建安二年；越南英武昭勝九年；日本永保四年，應德元年 |

## 大事记
- 洗劫罗马（英语：Sack_of_Rome_(1084)），诺曼人罗贝托·吉斯卡尔（英语：Robert_Guiscard）洗劫罗马城3天，造成了巨大的破坏。
- 司馬光完成了史書《資治通鑒》的撰寫，耗時19年。
- 孟子開始從嗣於孔廟。[來源請求]
- 蒲甘王國大將江喜陀平定耶曼干的叛亂，登基為國王。

## 出生
- 3月13日 - 李清照，中國南宋女詞人

## 逝世
- 蘇盧，緬甸蒲甘王朝國王。
- 耶曼干，緬甸蒲甘王朝時期的勃固總督。